# Schirvan (Verwaltungsbezirk)
Schirvan (persisch شهرستان شیروان) ist ein Schahrestan in der Provinz Nord-Chorasan im Iran. Er enthält die Stadt Schirvan, welche die Hauptstadt des Verwaltungsbezirks ist. 

## Demografie
Bei der Volkszählung 2016 betrug die Einwohnerzahl des Schahrestan 146.140. Die Alphabetisierung lag bei 82 Prozent der Bevölkerung. Knapp 61 Prozent der Bevölkerung lebten in urbanen Regionen.
| Zensusjahr | Einwohnerzahl |
| ---------- | ------------- |
| 2011       | 157.014       |
| 2016       | 146.140       |